# 국제 민간 항공 기구
국제 민간 항공 기구(國際民間航空機構, 영어: International Civil Aviation Organization, ICAO, 프랑스어: Organisation de l'aviation civile internationale, OACI)는 유엔 산하의 전문기구로 국제 항공 운송에 필요한 원칙과 기술 및 안전에 대해 연구하고 있으며 국제 항공 운항의 원칙과 기술을 체계화하며 안전하고 질서 있는 성장을 보장하기 위해 국제 항공 운송의 계획과 개발을 촉진한다. 본사는 캐나다 퀘벡주 몬트리올에 위치해 있다.
제2차 세계 대전 때에 민간 항공기의 발전에 따라서 1944년 국제민간항공조약(통칭 시카고 조약)에 근거해 1947년 4월 4일에 발족했다. 국제 민간 항공에 관한 원칙과 기술을 개발하고, 제정해 항공분야 발달을 목적으로 한다.
총회, 이사회, 사무국과 보조기관이 되는 복수의 위원회로부터 구성된다. 위원회에서는 항공 운항, 기반 시설, 비행 점검, 불법 간섭 방지 및 국제 민간 항공의 국경 횡단 절차 촉진에 관한 표준과 권고안을 채택한다. ICAO는 국제 민간 항공에 관한 시카고 협약에 서명하는 국가의 운송 안전 당국이 뒤따르는 항공 사고 조사를 위한 프로토콜을 정의하고 있다.
ICAO는 시카고 조약을 비준하는 각국의 운수 안전 당국의 준거가 되는, 항공기 사고 조사에 관한 조약을 정하고 있다.
또한 각 공항의 안전을 위해 공항 규모를 기준으로 소방대의 기준을 규정, 제시하고 있다.

## 역사
ICAO의 선구자는 국제 항공 운항 위원회(ICAN)였다.[2] 1903년 독일 베를린에서 첫 회의를 열었지만 참석했던 8개국 중 합의는 이루어지지 않았다. 1906년 베를린에서 열린 제2차 총회에서 27개국이 참석했다. 1912년 런던에서 개최된 제3차 총회는 항공기에 의한 최초의 무선 호출 부호를 할당했다. ICAN은 1945년까지 계속 운영되었다.[4] Vietnam 
52개국이 1944년 12월 7일 일리노이주 시카고에서 시카고 협약으로도 알려진 국제민간항공협약에 서명했다. 그 조건에 따르면, 26개국이 이 협약을 비준했을 때, 국제 민간 항공 기구(PICAO)가 설립되어 차례로 영구 기구에 의해 대체될 예정이었다. 이에 따라 PICAO는 1945년 6월 6일 ICAN을 대체하기 시작했다. 이 26번째 국가는 1947년 3월 5일 이 협약을 비준했고, 그 결과 PICAO는 1947년 4월 4일에 해제되어 같은 날 운영을 시작한 ICAO로 대체되었다. 1947년 10월 ICAO는 유엔경제사회이사회(ECOSOC)와 연계된 유엔의 기관이 되었다.

## 회원국
2019년 4월 기준, ICAO 회원국은 193개국이며, 이는 193명의 UN 회원국(도미니카 공화국, 리히텐슈타인 제외)과 쿡 제도로 구성되어 있다.
리히텐슈타인은 리히텐슈타인의 영토에 적용할 수 있도록 하기 위해 스위스에게 이 조약을 시행하도록 위임했다.
중화민국은 ICAO의 창립 멤버였으나 1971년 중국의 법정대리인으로 중화인민공화국으로 대체되어 가입하지 않았다. 2013년, 중화민국은 중화 타이베이라는 이름의 옵서버로 ICAO 제38차 총회에 처음으로 초청되었다.hm
이사회 회원국은 3가지 종류로 나뉘어 구성되어 있다.

## 같이 보기
- 국제 항공 운송 협회 (IATA)
- 항공 보안 감사 프로그램 (USAP, Universal Security Audit Program)
- 항공 보안의 기준 및 권고 사항 (SARPs)
- 국제공항협의회 (ACI)
- 대한항공 007편 격추 사건 - 냉전의 영향으로 ICAO가 수사한 대표적 사건